# Rhacalysia profundinigra
Rhacalysia profundinigra är en stekelart som beskrevs av Fischer 1999. Rhacalysia profundinigra ingår i släktet Rhacalysia och familjen bracksteklar. Inga underarter finns listade i Catalogue of Life.